# Prémesques
Prémesques là một xã ở trong tỉnh Nord ở miền bắc nước Pháp. Xã này có diện tích 5,07 km², dân số năm 1999 là 1925 người. Xã nằm ở khu vực có độ cao trung bình 40 mét trên mực nước biển.